# Die Umarmung (Liebespaar II)
Die Umarmung (Liebespaar II) (Nederlands: De Omhelzing (Liefdespaar II)) is een schilderij van de expressionistische Oostenrijkse kunstschilder Egon Schiele uit 1917, 100 × 170,2 centimeter groot. Het toont een naakt liefdespaar, waarschijnlijk de kunstenaar en zijn vrouw, in innige omhelzing. Het werk bevindt zich in de Österreichische Galerie Belvedere te Wenen

## Context
In juni 1915 trouwde Schiele met Edith Harms (1893-1918), een beschaafd meisje van goeden huize. In dezelfde tijd werd hij opgeroepen voor militaire dienst, maar een begripvolle officier gaf hem administratief werk in de buurt van Wenen, waardoor hij gewoon kon blijven schilderen en zelfs in zijn atelier mocht blijven overnachten.
Artistiek gezien onderging het werk van Schiele in die periode een opvallende verandering. De provocerende seksualiteit in zijn werken uit de jaren daarvoor maakten plaats voor een rustiger flegma. Met name het huwelijk leek hem psychisch stabieler te hebben gemaakt. Zijn experimentele protest tegen de taboes van de maatschappij nam af en na een minder productieve periode in 1916 schilderde hij met name in 1917 een groot aantal naakten in klassieke poses die bedacht hadden kunnen zijn door de leraren van de kunstacademie, zonder overigens zijn expressionistische temperament te verloochenen. Die Umarmung (Liebespaar II) is exemplarisch voor deze periode en wordt algemeen beschouwd al een hoogtepunt in zijn oeuvre.

## Afbeelding
Die Umarmung (Liebespaar II) toont een man en een vrouw omstrengeld in een omhelzing. Aangenomen wordt dat het een zelfportret is van Schiele met zijn vrouw Edith. Ze liggen op een verfrommeld wit laken boven op een gele sprei. Samen met het golvende, als door de wind verwarde haar van de vrouw, onderstrepen de drukke decoratieve belijningen de met energie geladen dramatiek van het schilderij. Het hoofd van de vrouw ligt over het kussen, haar gezicht is afgewend en haar hand ligt op de schouder van haar partner. De pose refereert aan De kus van Gustav Klimt, die door Schiele werd bewonderd en wiens werk hij uitermate goed had bestudeerd.
De tedere eenheid die Die Umarmung uitstraalt betekent een kentering ten opzichte van Schieles eerdere tekeningen en schilderijen, die zich kenmerkten door angst, walging en verzet tegen maatschappelijke waarden. Nog steeds weerspiegelt het werk zijn obsessie voor seksualiteit, maar het straalt nadrukkelijk meer menselijkheid uit. Kunsthistoricus Georg Fisher noemt het werk dan ook Schieles "positieve parafrase", een teken van levensaanvaarding, tegenover de "negatieve parafrase" van veel van zijn eerdere werken. De figuur van Schiele zelf oogt op het schilderij nog steeds mager en verwrongen, maar duidelijk minder dan op eerdere portretten. Er is minder afkeer. De kijker wordt uitgenodigd het begrip omhelzing met al zijn lichamelijke en psychische implicaties mee te beleven. Het weerspiegelt hoe goed het huwelijk hem beviel, de gepassioneerde liefde voor zijn vrouw, maar tegelijkertijd houdt de coïtus ook de angst voor vereenzaming in.
Edith Harms overleed in 1918, zes maanden zwanger, aan de Spaanse griep. Drie dagen na haar stierf ook Schiele, 28 jaar oud, aan dezelfde ziekte.

## Galerij

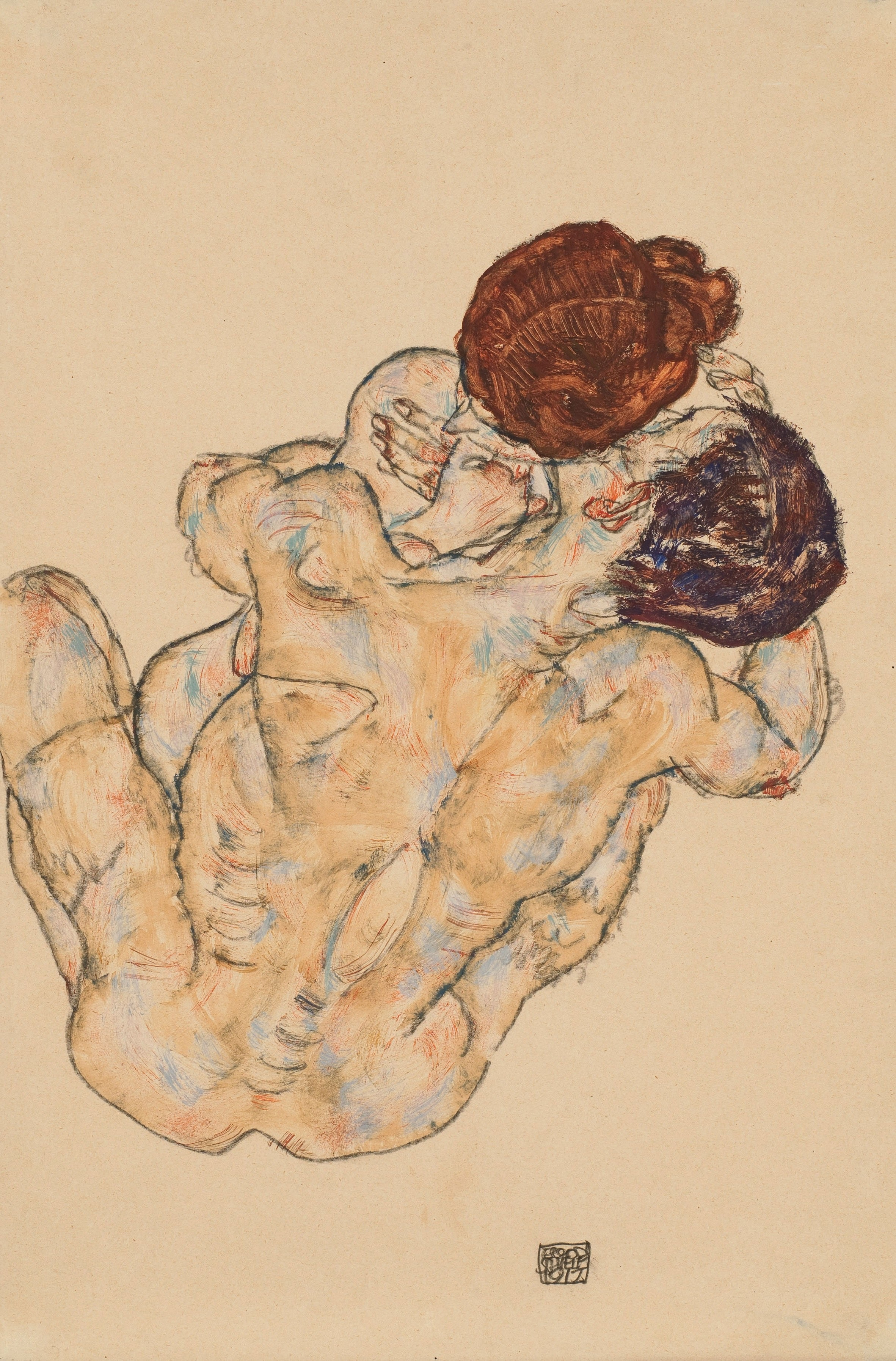
Umarmung (Liebespaar), studie, 1917
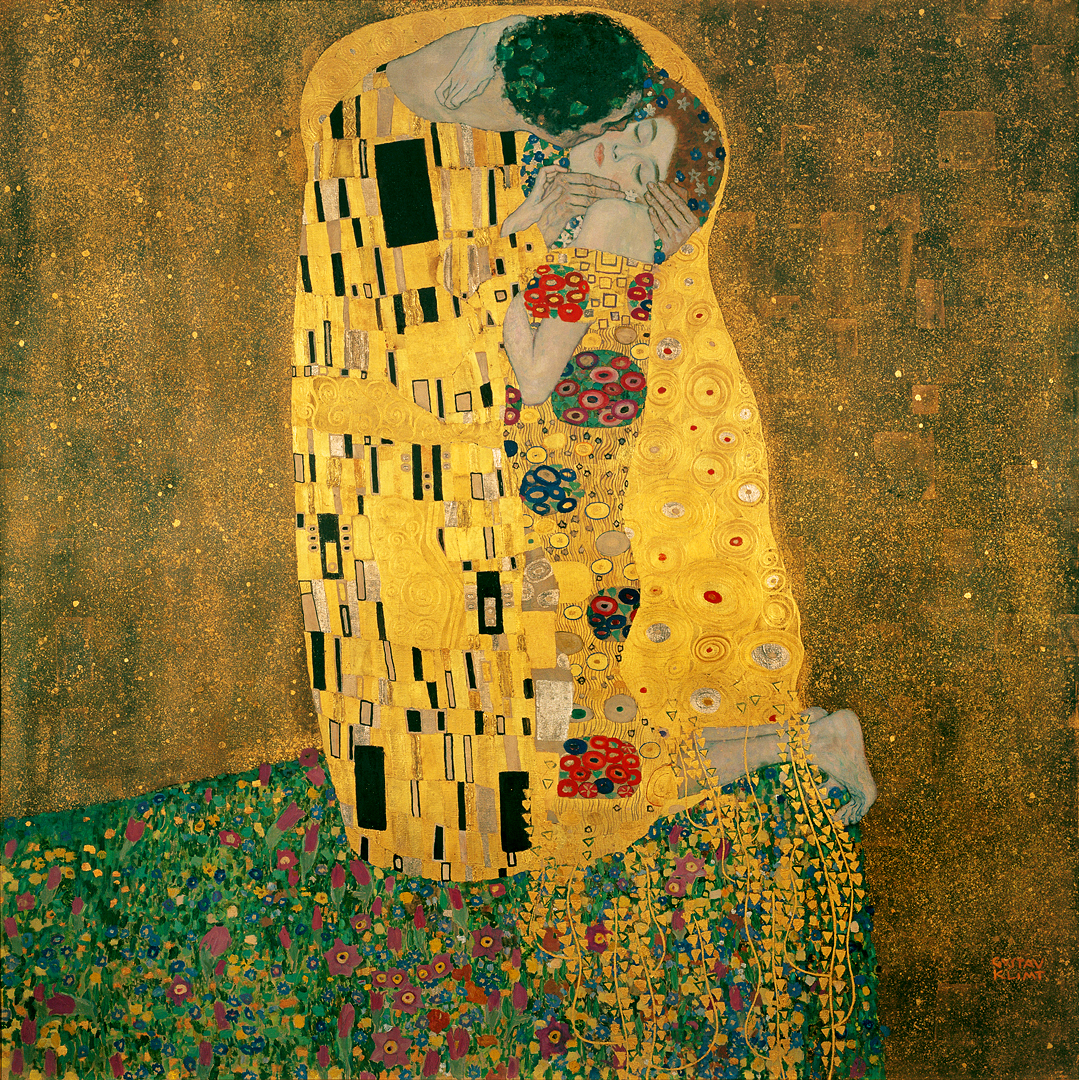
De kus van Gustav Klimt, bron van inspiratie
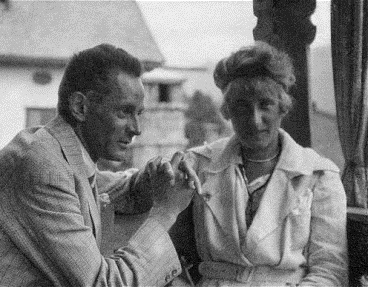
Schiele en Edith Harms, 1918, kort voordat ze beiden overleden